# Liên đoàn bóng đá Samoa
Liên đoàn bóng đá Samoa (tiếng Anh: Football Federation Samoa) là tổ chức quản lý, điều hành các hoạt động bóng đá ở Samoa. Liên đoàn quản lý đội tuyển bóng đá quốc gia nam và nữ, tổ chức giải vô địch bóng đá Samoa. Liên đoàn bóng đá Samoa gia nhập FIFA năm 1986 và OFC năm 1984.